# (9813) Rozgaj
(9813) Rozgaj est un astéroïde de la ceinture principale.

## Description
(9813) Rozgaj est un astéroïde de la ceinture principale. Il fut découvert le 13 octobre 1998 à Visnjan par Korado Korlević. Il présente une orbite caractérisée par un demi-grand axe de 2,27 UA, une excentricité de 0,13 et une inclinaison de 1,6° par rapport à l'écliptique.

## Compléments